# Caragana tangutica
Caragana tangutica är en ärtväxtart som beskrevs av Vladimir Leontjevitj Komarov. Caragana tangutica ingår i släktet karaganer, och familjen ärtväxter. Inga underarter finns listade i Catalogue of Life.